# 罗萨扎
罗萨扎（義大利語：Rosazza），是意大利比耶拉省的一个市镇。总面积8平方公里，人口108人，人口密度13.5人/平方公里（2009年）。ISTAT代码为096055。